# Rhamphobrachium atlanticum
Rhamphobrachium atlanticum är en ringmaskart som beskrevs av Francis Day 1973. Rhamphobrachium atlanticum ingår i släktet Rhamphobrachium och familjen Onuphidae. Inga underarter finns listade i Catalogue of Life.